# Theo Pinkus
Paul Theodor Pinkus, detto Theo (Zurigo, 21 agosto 1909 – 5 maggio 1991), è stato un pubblicista, editore e libraio svizzero.

## Biografia
Figlio del banchiere e scrittore Lazar Felix Pinkus e dell'attrice Else Flatau, Theo Pinkus frequentò una scuola privata fino al fallimento della banca paterna. Nel 1923 entrò a far parte del Freibund, un movimento scolaresco svizzero, in cui si discuteva di marxismo e di socialismo cristiano.
Nel 1927 Theo Pinkus iniziò un apprendistato come libraio presso la casa editrice Rowohlt di Berlino, che concluse con successo nel 1929. Nel quartiere Rote Insel, dove abitava, aderì alla Lega Giovanile Comunista di Germania (KJVD) e nel 1929 venne ammesso da Wilhelm Pieck al Partito Comunista di Germania (KPD). Dopo il lavoro insegnava al suo compagno Willi Stoph la tecnica per produrre volantini sulla stampante della casa editrice. Finito l'apprendistato presso la Rowohlt, lavorò a partire dal 1930 per l’Internationaler Arbeiterverlag (la Casa Editrice Internazionale degli Operai) e per il Neuer Deutscher Verlag di Willi Münzenberg. Nel febbraio del 1933 fu arrestato per breve tempo dalle squadre d'assalto (le cosiddette SA naziste). Dopo esser stato rilasciato, gli fu caldamente consigliato dall'ambasciatore svizzero di ritornare in Svizzera: "Ebreo, comunista e straniero – questo è un po' troppo. Lasci il paese!"
Tornato in patria, divenne redattore dell'edizione svizzera dell’Inprekorr (corrispondenza di stampa internazionale, organo dell'Internazionale Comunista) e nel 1940 fondò con 1.000 franchi svizzeri di capitale iniziale il Büchersuchdienst, un servizio di ricerca libraria.
Dal 1973 al 1975 elaborò assieme a un gruppo di studiosi zurighesi un'esposizione e un volume che documenta la storia dell'unione sindacale svizzera. La ricerca di una casa editrice per tale opera sulla storia del movimento operaio svizzero (Geschichte der Schweizerischen Arbeiterbewegung) fu difficoltosa. Dapprima avrebbe dovuto essere pubblicata dalla casa editrice Huber di Frauenfeld, la quale tuttavia la espunse dal programma editoriale ancora prima della stampa, giudicandola un'opera tendenziosa di sinistra. Poi volle occuparsene la nuova filiale svizzera dell'editore Suhrkamp, che a sua volta desistette in seguito a pressioni dall'alto. Questo avvenimento portò a fondare a Zurigo la casa editrice cooperativistica Limmat, la quale stampò il volume, divenuto poi un'opera di riferimento sul movimento operaio.
Nel 1939 Theo Pinkus sposò Amalie de Sassi (1910-1996).

### La rivistaZeitdienst
Dagli anni quaranta in poi Pinkus pubblicò la rivista Zeitdienst. Scrisse vari libri e si occupò come opinionista dell'opera di Frans Masereel, di cui curò l'edizione. Nel 1971 creò il centro di formazione e vacanza Fondazione Salecina a Maloja. Sulla base della propria biblioteca privata, fondò insieme a sua moglie Amalie la biblioteca di studi sulla storia del movimento operaio (Studienbibliothek zur Geschichte der Arbeiterbewegung), che comprende 50'000 libri. Temi principali sono: il movimento comunista del XX secolo, la prima fase del socialismo, il marxismo, la resistenza antifascista, l'esilio, i libri dal e sul socialismo reale, il movimento studentesco del 1968 e altri nuovi movimenti sociali degli anni sessanta (movimento femminista e movimento ambientalista) in Svizzera e in Germania.

### Partiti e iniziative
Nel 1943 Theo Pinkus fu espulso, assieme a Jules Humbert-Droz, dal partito comunista svizzero e nel 1950 dal partito socialdemocratico svizzero. Più tardi fu membro del partito del lavoro svizzero. Pinkus diede vita assieme a sua moglie alla fondazione Salecina. Grazie a svariati contatti e al suo spirito d'iniziativa, Pinkus diventò negli anni ottanta il mentore del movimento di ricerche storiche Geschichtswerkstätten.

## Opere (scelta)
- Theo Pinkus e Amalie Pinkus-de Sassi,Leben im Widerspruch, Limmat, Zurigo, 1987.
- Gustav Landauer, Erich Mühsam, Max Hölz, Peter Kropotkin, Briefe nach der Schweiz, a cura di Theo Pinkus, Limmat, Zurigo, 1972.
- Gespräch mit Georg Lukács, a cura di Theo Pinkus, Rowohlt, Amburgo, 1967.
- Der Weg des Sozialismus: Quellen und Dokumente vom Erfurter Programm 1891 bis zur Erklärung von Havanna, a cura di Theodor Pinkus e di Konrad Farner, Rowohlt, Amburgo, 1962.